# Rhynchoppia hauseri
Rhynchoppia hauseri är en kvalsterart som först beskrevs av Sandór Mahunka 1976.  Rhynchoppia hauseri ingår i släktet Rhynchoppia och familjen Suctobelbidae. Inga underarter finns listade i Catalogue of Life.